# Финал НБА 2013
Финал НБА 2013 года — заключительная стадия регулярного чемпионата НБА в сезоне 2012/13 и окончание плей-офф. Чемпионы Восточной конференции «Майами Хит», сыграли с чемпионами Западной конференции «Сан-Антонио Спёрс». «Майами» стал чемпионом НБА, обыграв «Сан-Антонио» со счетом 4—3. Это 3-й титул в истории клуба. Леброн Джеймс был признан Самым ценным игроком финала плей-офф НБА.
«Майами Хит» обладал преимуществом своей площадки, так как показатель побед/поражений в сезоне, у них был лучше, чем у финалистов Западной конференции. «Майами Хит» в четвёртый раз в истории франшизы выступал в финале НБА и третий год подряд. «Майами Хит» и «Сан-Антонио Спёрс» впервые встретились в финале.
Сама серия пошла до четырёх побед по схеме 2+3+2: 1-я, 2-я и 6-я и 7-я игры прошли на площадке команды «Майами Хит»; 3-я, 4-я и 5-я игры проводились на площадке «Сан-Антонио Спёрс». Первая игра финала состоялась 6 июня, а 7 игра прошла 20 июня.

## Арены
| Сан-Антонио         | Майами Сан-АнтониоАрены финала НБА 2013 | Майами                  |
| AT&T-центр          | Майами Сан-АнтониоАрены финала НБА 2013 | Американ Эйрлайнс-арена |
| Вместимость: 18 797 | Майами Сан-АнтониоАрены финала НБА 2013 | Вместимость: 19 600     |
| AT&T Center         | Майами Сан-АнтониоАрены финала НБА 2013 | Американ Эйрлайнс-арена |

## Предстояние

### Сан-Антонио Спёрс
Это будет пятое появление «Сан-Антонио Спёрс» в финале НБА, и пятая попытка выиграть чемпионат НБА в истории команды. Шпоры закончили регулярный сезон с 58 победами, заняв первое место в Юго-Западном дивизионе и второе в общем зачете регулярного чемпионата среди команд Западной конференции. Они потерпели только два поражения в первых трёх раундах плей-офф: они выиграли «Лос-Анджелес Лейкерс» в первом раунде со счётом 4—0, устранили «Голден Стэйт Уорриорз» в шести матчах во втором туре, а затем обыграли «Мемфис Гриззлис» в финале Западной конференции со счётом 4—0.

### Майами Хит
«Майами Хит» в четвёртый раз вышли в финал НБА и третий раз в течение трёх лет, пытаясь выиграть чемпионат НБА во второй раз подряд. «Хит» закончили регулярный сезон с лучшим показателем побед/поражений, одержав 66 побед, и заняв первое место в Юго-восточном дивизионе. Майами победили «Милуоки Бакс» в первом раунде плей-офф, устранили «Чикаго Буллз» в пяти играх во втором туре, выиграв четыре игры подряд в последней серии. В финале Восточной конференции «Хит» победили «Индиана Пэйсерс» в семи играх.

### Плей-офф НБА 2013
| Западная конференция | Западная конференция    | Западная конференция | Западная конференция | Западная конференция | Западная конференция | Западная конференция |
| №                    | Команда                 | В                    | П                    | %П                   | Отст.                | И                    |
| -------------------- | ----------------------- | -------------------- | -------------------- | -------------------- | -------------------- | -------------------- |
| 1                    | Оклахома-Сити Тандер *  | 60                   | 22                   | .732                 | –                    | 82                   |
| 2                    | Сан-Антонио Спёрс *     | 58                   | 24                   | .707                 | 2.0                  | 82                   |
| 3                    | Денвер Наггетс          | 57                   | 25                   | .695                 | 3.0                  | 82                   |
| 4                    | Лос-Анджелес Клипперс * | 56                   | 26                   | .683                 | 4.0                  | 82                   |
| 5                    | Мемфис Гриззлис         | 56                   | 26                   | .683                 | 4.0                  | 82                   |
| 6                    | Голден Стэйт Уорриорз   | 47                   | 35                   | .573                 | 13.0                 | 82                   |
| 7                    | Лос-Анджелес Лейкерс    | 45                   | 37                   | .549                 | 15.0                 | 82                   |
| 8                    | Хьюстон Рокетс          | 45                   | 37                   | .549                 | 15.0                 | 82                   |
| 9                    | Юта Джаз                | 43                   | 39                   | .524                 | 17.0                 | 82                   |
| 10                   | Даллас Маверикс         | 41                   | 41                   | .500                 | 19.0                 | 82                   |
| 11                   | Портленд Трэйл Блэйзерс | 33                   | 49                   | .402                 | 27.0                 | 82                   |
| 12                   | Миннесота Тимбервулвз   | 31                   | 51                   | .378                 | 29.0                 | 82                   |
| 13                   | Сакраменто Кингз        | 28                   | 54                   | .341                 | 32.0                 | 82                   |
| 14                   | Нью-Орлеан Хорнетс      | 27                   | 55                   | .329                 | 33.0                 | 82                   |
| 15                   | Финикс Санз             | 25                   | 57                   | .305                 | 35.0                 | 82                   |

| Восточная конференция | Восточная конференция       | Восточная конференция | Восточная конференция | Восточная конференция | Восточная конференция | Восточная конференция |
| №                     | Команда                     | В                     | П                     | %П                    | Отст.                 | И                     |
| --------------------- | --------------------------- | --------------------- | --------------------- | --------------------- | --------------------- | --------------------- |
| 1                     | Майами Хит *                | 66                    | 16                    | .805                  | –                     | 82                    |
| 2                     | Нью-Йорк Никс *             | 54                    | 28                    | .659                  | 12.0                  | 82                    |
| 3                     | Индиана Пэйсерс *           | 49                    | 32                    | .605                  | 16.5                  | 81                    |
| 4                     | Бруклин Нетс                | 49                    | 33                    | .598                  | 17.0                  | 82                    |
| 5                     | Чикаго Буллз                | 45                    | 37                    | .549                  | 21.0                  | 82                    |
| 6                     | Атланта Хокс                | 44                    | 38                    | .537                  | 22.0                  | 82                    |
| 7                     | Бостон Селтикс              | 41                    | 40                    | .506                  | 24.5                  | 81                    |
| 8                     | Милуоки Бакс                | 38                    | 44                    | .463                  | 28.0                  | 82                    |
| 9                     | Филадельфия Севенти Сиксерс | 34                    | 48                    | .415                  | 32.0                  | 82                    |
| 10                    | Торонто Рэпторс             | 34                    | 48                    | .415                  | 32.0                  | 82                    |
| 11                    | Детройт Пистонс             | 29                    | 53                    | .354                  | 37.0                  | 82                    |
| 12                    | Вашингтон Уизардс           | 29                    | 53                    | .354                  | 37.0                  | 82                    |
| 13                    | Кливленд Кавальерс          | 24                    | 58                    | .293                  | 42.0                  | 82                    |
| 14                    | Шарлотт Бобкэтс             | 21                    | 61                    | .256                  | 45.0                  | 82                    |
| 15                    | Орландо Мэджик              | 20                    | 62                    | .244                  | 46.0                  | 82                    |

### Регулярный сезон
«Хит» выиграли обе игры регулярного сезона:
| 29 ноября 2012 8:00 pm | Отчёт | Сан-Антонио Спёрс          | 100:105  | Майами Хит       | Американ Эйрлайнс-арена, Майами, Флорида Зрителей: 19 703 Судьи: Тони Бразерс, Эрик Дален, Майкл Смит |
| 29 ноября 2012 8:00 pm | Отчёт | 27:22, 17:25, 32:26, 24:32 |          |                  | Американ Эйрлайнс-арена, Майами, Флорида Зрителей: 19 703 Судьи: Тони Бразерс, Эрик Дален, Майкл Смит |
| 29 ноября 2012 8:00 pm | Отчёт | Гэри Нил 20                | Очки     | Леброн Джеймс 23 | Американ Эйрлайнс-арена, Майами, Флорида Зрителей: 19 703 Судьи: Тони Бразерс, Эрик Дален, Майкл Смит |
| 29 ноября 2012 8:00 pm | Отчёт | Мэтт Боннер 10             | Подборы  | Крис Бош 12      | Американ Эйрлайнс-арена, Майами, Флорида Зрителей: 19 703 Судьи: Тони Бразерс, Эрик Дален, Майкл Смит |
| 29 ноября 2012 8:00 pm | Отчёт | Гэри Нил 7                 | Передачи | Леброн Джеймс 7  | Американ Эйрлайнс-арена, Майами, Флорида Зрителей: 19 703 Судьи: Тони Бразерс, Эрик Дален, Майкл Смит |

| 31 марта 2013 7:00 pm | Отчёт | Майами Хит                  | 88:86    | Сан-Антонио Спёрс | AT&T-центр, Сан-Антонио, Техас Зрителей: 18 581 Судьи: Джо Кроуфорд, Джейсон Филлипс, Эрик Дален |
| 31 марта 2013 7:00 pm | Отчёт | 22:24, 21:18, 19:31, 22:17  |          |                   | AT&T-центр, Сан-Антонио, Техас Зрителей: 18 581 Судьи: Джо Кроуфорд, Джейсон Филлипс, Эрик Дален |
| 31 марта 2013 7:00 pm | Отчёт | Крис Бош 23                 | Очки     | Кавай Леонард 17  | AT&T-центр, Сан-Антонио, Техас Зрителей: 18 581 Судьи: Джо Кроуфорд, Джейсон Филлипс, Эрик Дален |
| 31 марта 2013 7:00 pm | Отчёт | Крис Бош 9                  | Подборы  | Тим Данкан 12     | AT&T-центр, Сан-Антонио, Техас Зрителей: 18 581 Судьи: Джо Кроуфорд, Джейсон Филлипс, Эрик Дален |
| 31 марта 2013 7:00 pm | Отчёт | Майк Миллер, Рэй Аллен по 5 | Передачи | Тони Паркер 8     | AT&T-центр, Сан-Антонио, Техас Зрителей: 18 581 Судьи: Джо Кроуфорд, Джейсон Филлипс, Эрик Дален |

## Результаты
Время всех матчей дано в Североамериканском восточном времени (UTC−4)

### 1 матч
| 6 июня 9:00 pm | Отчёт | Сан-Антонио Спёрс          | 92:88    | Майами Хит       | Американ Эйрлайнс-арена, Майами, Флорида Зрителей: 19 775 Судьи: Тони Бразерс, Монти Маккатчен, Джейсон Филлипс |
| 6 июня 9:00 pm | Отчёт | 23:24, 26:28, 20:20, 23:16 |          |                  | Американ Эйрлайнс-арена, Майами, Флорида Зрителей: 19 775 Судьи: Тони Бразерс, Монти Маккатчен, Джейсон Филлипс |
| 6 июня 9:00 pm | Отчёт | Тони Паркер 21             | Очки     | Леброн Джеймс 18 | Американ Эйрлайнс-арена, Майами, Флорида Зрителей: 19 775 Судьи: Тони Бразерс, Монти Маккатчен, Джейсон Филлипс |
| 6 июня 9:00 pm | Отчёт | Тим Данкан 14              | Подборы  | Леброн Джеймс 18 | Американ Эйрлайнс-арена, Майами, Флорида Зрителей: 19 775 Судьи: Тони Бразерс, Монти Маккатчен, Джейсон Филлипс |
| 6 июня 9:00 pm | Отчёт | Тони Паркер 6              | Передачи | Леброн Джеймс 10 | Американ Эйрлайнс-арена, Майами, Флорида Зрителей: 19 775 Судьи: Тони Бразерс, Монти Маккатчен, Джейсон Филлипс |
| 6 июня 9:00 pm | Отчёт | Спёрс повёл в серии, 1–0   |          |                  | Американ Эйрлайнс-арена, Майами, Флорида Зрителей: 19 775 Судьи: Тони Бразерс, Монти Маккатчен, Джейсон Филлипс |

«Сан-Антонио Спёрс» победили «Майами Хит» в первом поединке серии со счётом 92-88, который прошёл на домашнем паркете «Хит» — «Американ Эйрлайнс-арена». С самого начала шла равная борьба, и подавляющего преимущества не было ни у одной из команд. Однако хозяева владели определённой инициативой и к большому перерыву вели с разницей в три очка. Третья четверть завершилась вничью, а в заключительном отрезке баскетболисты «Сан-Антонио» сумели переломить ход игры и добиться волевой победы благодаря забитому Тони Паркером мячу с сиреной об окончании времени на атаку (за 5,2 секунды до конца матча). Самым результативным игроком матча стал так же Тони Паркер, набравший 21 очко. Леброн Джеймс оформил трипл-дабл.

### 2 матч
| 9 июня 8:00 pm | Отчёт | Сан-Антонио Спёрс          | 84:103   | Майами Хит       | Американ Эйрлайнс-арена, Майами, Флорида Зрителей: 19 900 Судьи: Джо Кроуфорд, Эд Маллой, Кен Мауэр |
| 9 июня 8:00 pm | Отчёт | 22:22, 23:28, 20:25, 19:28 |          |                  | Американ Эйрлайнс-арена, Майами, Флорида Зрителей: 19 900 Судьи: Джо Кроуфорд, Эд Маллой, Кен Мауэр |
| 9 июня 8:00 pm | Отчёт | Дэнни Грин 17              | Очки     | Марио Чалмерс 19 | Американ Эйрлайнс-арена, Майами, Флорида Зрителей: 19 900 Судьи: Джо Кроуфорд, Эд Маллой, Кен Мауэр |
| 9 июня 8:00 pm | Отчёт | Кавай Леонард 14           | Подборы  | Крис Бош 10      | Американ Эйрлайнс-арена, Майами, Флорида Зрителей: 19 900 Судьи: Джо Кроуфорд, Эд Маллой, Кен Мауэр |
| 9 июня 8:00 pm | Отчёт | Тони Паркер 5              | Передачи | Леброн Джеймс 7  | Американ Эйрлайнс-арена, Майами, Флорида Зрителей: 19 900 Судьи: Джо Кроуфорд, Эд Маллой, Кен Мауэр |
| 9 июня 8:00 pm | Отчёт | В серии ничья, 1–1         |          |                  | Американ Эйрлайнс-арена, Майами, Флорида Зрителей: 19 900 Судьи: Джо Кроуфорд, Эд Маллой, Кен Мауэр |

«Майами» на домашней арене разгромили «Сан-Антонио» со счётом 103-84 и сравняли счёт в серии 1—1. Первая четверть второго матча серии завершилась вничью, во второй немного сильнее были игроки «Майами», к большому перерыву поведя с разницей в пять очков. В дальнейшем преимущество «Хит» только увеличилось и благодаря рывку в конце третьей-начале четвёртой четверти (33:5) хозяева добились лёгкой победы. Баскетболисты «Майами» реализовали 10 из 19 трёхочковых бросков, а пять игроков набрали больше десяти очков: Марио Чалмерс (19), Леброн Джеймс (17), Рэй Аллен (13), Крис Бош (13) и Дуэйн Уэйд (10).

### 3 матч
| 11 июня 9:00 pm | Отчёт | Майами Хит                     | 77:113   | Сан-Антонио Спёрс | AT&T-центр, Сан-Антонио, Техас Зрителей: 18 581 Судьи: Дэн Кроуфорд, Джеймс Кэйперс, Марк Дэвис |
| 11 июня 9:00 pm | Отчёт | 20:24, 24:26, 19:28, 14:35     |          |                   | AT&T-центр, Сан-Антонио, Техас Зрителей: 18 581 Судьи: Дэн Кроуфорд, Джеймс Кэйперс, Марк Дэвис |
| 11 июня 9:00 pm | Отчёт | Дуэйн Уэйд 16                  | Очки     | Дэнни Грин 27     | AT&T-центр, Сан-Антонио, Техас Зрителей: 18 581 Судьи: Дэн Кроуфорд, Джеймс Кэйперс, Марк Дэвис |
| 11 июня 9:00 pm | Отчёт | Леброн Джеймс 11               | Подборы  | Тим Данкан 14     | AT&T-центр, Сан-Антонио, Техас Зрителей: 18 581 Судьи: Дэн Кроуфорд, Джеймс Кэйперс, Марк Дэвис |
| 11 июня 9:00 pm | Отчёт | Леброн Джеймс, Дуэйн Уэйд по 5 | Передачи | Тони Паркер 8     | AT&T-центр, Сан-Антонио, Техас Зрителей: 18 581 Судьи: Дэн Кроуфорд, Джеймс Кэйперс, Марк Дэвис |
| 11 июня 9:00 pm | Отчёт | Спёрс повёл в серии, 2–1       |          |                   | AT&T-центр, Сан-Антонио, Техас Зрителей: 18 581 Судьи: Дэн Кроуфорд, Джеймс Кэйперс, Марк Дэвис |

Третий матч проходил на домашней площадке «Сан-Антонио». Хозяева разгромили соперника со счётом 113:77, установив рекорд по трёхочковым попаданиям для финалов НБА (16). «Майами» проиграли с третьим крупным счетом в истории финалов НБА (разница в 36 очков), после игр «Селтикс» — «Лейкерс» (39) и «Чикаго» - «Юта» (42). Одну из лучших игр в карьере провёл Гэри Нил, реализовав 6 трёхочковых и набрав в общей сложности 24 очка, а самым результативным игроком стал Дэнни Грин, набравший 27 очка. Омрачилась победа «Спёрс» травмой Тони Паркера, который набрал всего 6 очков и покинул площадку в третьей четверти. В составе «Хит», 5 из 5 трёхочковых забил Майк Миллер, набрав 15 очков, лидером по результативности в составе гостей стал Дуэйн Уэйд (16). Самый ценный игрок регулярного чемпионата, Леброн Джеймс, набрал всего 15 очков, реализовав 7 бросков из 21, впервые не забив не единого штрафного в этом плей-офф. Также неудачно, после результативной второй игры, выступил и Марио Чалмерс, не набравший очков и отдавший всего одну результативную передачу.

### 4 матч
| 13 июня 9:00 pm | Отчёт | Майами Хит                 | 109:93   | Сан-Антонио Спёрс | AT&T-центр, Сан-Антонио, Техас Зрителей: 18 581 Судьи: Скотт Фостер, Майк Кэллахан, Билл Кеннеди |
| 13 июня 9:00 pm | Отчёт | 29:26, 20:23, 32:27, 28:17 |          |                   | AT&T-центр, Сан-Антонио, Техас Зрителей: 18 581 Судьи: Скотт Фостер, Майк Кэллахан, Билл Кеннеди |
| 13 июня 9:00 pm | Отчёт | Леброн Джеймс 33           | Очки     | Тим Данкан 20     | AT&T-центр, Сан-Антонио, Техас Зрителей: 18 581 Судьи: Скотт Фостер, Майк Кэллахан, Билл Кеннеди |
| 13 июня 9:00 pm | Отчёт | Крис Бош 13                | Подборы  | Кавай Леонард 7   | AT&T-центр, Сан-Антонио, Техас Зрителей: 18 581 Судьи: Скотт Фостер, Майк Кэллахан, Билл Кеннеди |
| 13 июня 9:00 pm | Отчёт | Марио Чалмерс 5            | Передачи | Тони Паркер 10    | AT&T-центр, Сан-Антонио, Техас Зрителей: 18 581 Судьи: Скотт Фостер, Майк Кэллахан, Билл Кеннеди |
| 13 июня 9:00 pm | Отчёт | В серии ничья, 2–2         |          |                   | AT&T-центр, Сан-Антонио, Техас Зрителей: 18 581 Судьи: Скотт Фостер, Майк Кэллахан, Билл Кеннеди |

В четвёртом матче серии победу на гостевой площадке одержали «Хит» со счётом 109–93. Первая половина матча окончилась равным счётом 49–49, однако после большого перерыва «Майами» начал отрываться. Леброн Джеймс набрал в матче 33 очка, одну из самых результативных игр в серии провёл Дуэйн Уэйд, настрелявший 32 очка, а Крис Бош набрал 20. В «Сан-Антонио» самым результативным стал Тим Данкан, на счету которого 20 очков.

### 5 матч
| 16 июня 8:00 pm | Отчёт | Майами Хит                      | 104:114  | Сан-Антонио Спёрс | AT&T-центр, Сан-Антонио, Техас Зрителей: 18 581 Судьи: Тони Бразерс, Монти Маккатчен, Эд Маллой |
| 16 июня 8:00 pm | Отчёт | 19:32, 33:29, 23:26, 29:27      |          |                   | AT&T-центр, Сан-Антонио, Техас Зрителей: 18 581 Судьи: Тони Бразерс, Монти Маккатчен, Эд Маллой |
| 16 июня 8:00 pm | Отчёт | Леброн Джеймс, Дуэйн Уэйд по 25 | Очки     | Тони Паркер 26    | AT&T-центр, Сан-Антонио, Техас Зрителей: 18 581 Судьи: Тони Бразерс, Монти Маккатчен, Эд Маллой |
| 16 июня 8:00 pm | Отчёт | Леброн Джеймс, Крис Бош по 6    | Подборы  | Тим Данкан 12     | AT&T-центр, Сан-Антонио, Техас Зрителей: 18 581 Судьи: Тони Бразерс, Монти Маккатчен, Эд Маллой |
| 16 июня 8:00 pm | Отчёт | Дуэйн Уэйд 10                   | Передачи | Ману Джинобили 10 | AT&T-центр, Сан-Антонио, Техас Зрителей: 18 581 Судьи: Тони Бразерс, Монти Маккатчен, Эд Маллой |
| 16 июня 8:00 pm | Отчёт | Спёрс повёл в серии, 3–2        |          |                   | AT&T-центр, Сан-Антонио, Техас Зрителей: 18 581 Судьи: Тони Бразерс, Монти Маккатчен, Эд Маллой |

В пятом матче «Сан-Антонио Спёрс» на своей площадке добился уверенной победы (114—104) и повёл в серии со счётом 3—2. «Шпоры» удачно провели первую четверть, закончив её с преимуществом "+13". Однако «Хит» отыгрались и затем вплоть до конца третьего периода шла равная борьба - 75-74 (3:05). На рубеже третьей-четвертой четвертей «Спёрс» организовали рывок 19:1 и уже до конца матча не упускали инициативу, что позволило техасцам довести встречу до победы. Самым результативным игроком у победителей стал Тони Паркер, набравший 26 очков. 24 балла на счету Дэнни Грина, причём он побил рекорд финалов НБА по трёхочковым броскам установленный Рэй Алленом. У «Сан-Антонио» процент попаданий с игры составил 60%. В последний раз подобное удавалось «Орландо» в 2009 году (62,5%) в третьем поединке впоследствии проигранной серии с «Лейкерс». Стоит также отметить игру Ману Джинобили, вышедшего впервые в стартовой пятёрке в сезоне, (24 очка, 10 передач) и Тима Данкана (17 очков, 12 подборов). У «Майами» 25 очков на счету Леброна Джеймса, а у Уэйда — 25 баллов и 10 передач, в то время как Рэй Аллен, реализовав 5 трехочковых бросков, набрал 21 очко.

### 6 матч
| 18 июня 9:00 pm | Отчёт | Сан-Антонио Спёрс               | 100:103 ОТ | Майами Хит       | Американ Эйрлайнс-арена, Майами, Флорида Зрителей: 19 900 Судьи: Джо Кроуфорд, Майк Каллахан, Кен Мауэр |
| 18 июня 9:00 pm | Отчёт | 25:27, 25:17, 25:21, 20:30, 5:8 |            |                  | Американ Эйрлайнс-арена, Майами, Флорида Зрителей: 19 900 Судьи: Джо Кроуфорд, Майк Каллахан, Кен Мауэр |
| 18 июня 9:00 pm | Отчёт | Тим Данкан 30                   | Очки       | Леброн Джеймс 32 | Американ Эйрлайнс-арена, Майами, Флорида Зрителей: 19 900 Судьи: Джо Кроуфорд, Майк Каллахан, Кен Мауэр |
| 18 июня 9:00 pm | Отчёт | Тим Данкан 17                   | Подборы    | Крис Бош 11      | Американ Эйрлайнс-арена, Майами, Флорида Зрителей: 19 900 Судьи: Джо Кроуфорд, Майк Каллахан, Кен Мауэр |
| 18 июня 9:00 pm | Отчёт | Тони Паркер 8                   | Передачи   | Леброн Джеймс 11 | Американ Эйрлайнс-арена, Майами, Флорида Зрителей: 19 900 Судьи: Джо Кроуфорд, Майк Каллахан, Кен Мауэр |
| 18 июня 9:00 pm | Отчёт | В серии ничья, 3–3              |            |                  | Американ Эйрлайнс-арена, Майами, Флорида Зрителей: 19 900 Судьи: Джо Кроуфорд, Майк Каллахан, Кен Мауэр |

В шестом матче серии «Майами Хит» на домашнем паркете «Американ Эйрлайнс Арены» в овертайме обыграл «Сан-Антонио Спёрс» со счётом 100:103. Первая половина поединка завершилась с разницей в шесть очков в пользу «Сан-Антонио». В заключительной четверти игроки «Майами», завладев преимуществом, сумели повести в счёте, однако гости организовав погоню вышли вперёд, 94-89 за менее чем тридцать секунд до конца четверти. На что «Хит» ответили двумя трёхочковыми Джеймса и Аллена, в итоге основное время завершилось вничью, а в овертайме, несмотря на то, что чаще впереди были гости, сильнее оказались баскетболисты «Майами», которые таким образом сравняли счёт в финальной серии 3-3. Самым результативным игроком поединка стал Леброн Джеймс, набравший 32 очка, 11 передач и 10 подборов, сделал 4-й трипл-дабл в своей карьере в матчах плей-офф. Самым результативным в составе гостей стал Тим Данкан, набравший 30 очков.

### 7 матч
| 20 июня 9:00 pm | Отчёт | Сан-Антонио Спёрс                 | 88:95    | Майами Хит                    | Американ Эйрлайнс-арена, Майами, Флорида Зрителей: 19 900 Судьи: Дэн Кроуфорд, Скотт Фостер, Монти Маккатчен |
| 20 июня 9:00 pm | Отчёт | 16:18, 28:28, 27:26, 17:23        |          |                               | Американ Эйрлайнс-арена, Майами, Флорида Зрителей: 19 900 Судьи: Дэн Кроуфорд, Скотт Фостер, Монти Маккатчен |
| 20 июня 9:00 pm | Отчёт | Тим Данкан 24                     | Очки     | Леброн Джеймс 37              | Американ Эйрлайнс-арена, Майами, Флорида Зрителей: 19 900 Судьи: Дэн Кроуфорд, Скотт Фостер, Монти Маккатчен |
| 20 июня 9:00 pm | Отчёт | Кавай Леонард 16                  | Подборы  | Леброн Джеймс 12              | Американ Эйрлайнс-арена, Майами, Флорида Зрителей: 19 900 Судьи: Дэн Кроуфорд, Скотт Фостер, Монти Маккатчен |
| 20 июня 9:00 pm | Отчёт | Ману Джинобили 5                  | Передачи | Рэй Аллен, Леброн Джеймс по 4 | Американ Эйрлайнс-арена, Майами, Флорида Зрителей: 19 900 Судьи: Дэн Кроуфорд, Скотт Фостер, Монти Маккатчен |
| 20 июня 9:00 pm | Отчёт | Майами Хит выиграл чемпионат, 4-3 |          |                               | Американ Эйрлайнс-арена, Майами, Флорида Зрителей: 19 900 Судьи: Дэн Кроуфорд, Скотт Фостер, Монти Маккатчен |

В седьмом, решающем матче финальной серии НБА «Майами» на домашней площадке оказались сильнее «Сан-Антонио». Команды играли на равных весь матч, и баскетболисты «Хит», уверенно проведя концовку игры, победили с преимуществом в семь очков (88:95). «Шпоры» отставали на два очка за 50 секунд до окончания игры, когда Данкан не попал из под кольца и не смог переправить мяч в корзину в последующей попытке. Самым результативным игроком и MVP финала стал лидер «Майами» Леброн Джеймс, набравший 37 очков и совершивший 12 подборов. Ещё один дабл-дабл на счету Дуэйна Уэйда (23 очка, 10 подборов).. У «шпор» дабл-дабл на счету Тима Данкана (24 очка, 12 подборов) и Кавая Леонарда (19 очков, 16 подборов). Чемпионский титул стал для «Майами Хит» вторым кряду и третьим в истории чемпионатов НБА.

## Статистические лидеры
| Категория | Высший показатель                                       | Высший показатель                              | Высший показатель | В среднем           | В среднем                    | В среднем | В среднем   |
| Категория | Игрок                                                   | Команда                                        | Всего             | Игрок               | Команда                      | Ср.       | Игр сыграно |
| --------- | ------------------------------------------------------- | ---------------------------------------------- | ----------------- | ------------------- | ---------------------------- | --------- | ----------- |
| Очки      | Леброн Джеймс                                           | Майами Хит                                     | 37                | Леброн Джеймс       | Майами Хит                   | 25,3      | 7           |
| Подборы   | Тим Данкан                                              | Сан-Антонио Спёрс                              | 17                | Тим Данкан          | Сан-Антонио Спёрс            | 12,1      | 7           |
| Передачи  | Леброн Джеймс                                           | Майами Хит                                     | 11                | Леброн Джеймс       | Майами Хит                   | 7,0       | 7           |
| Перехваты | Дуэйн Уэйд                                              | Майами Хит                                     | 6                 | Леброн Джеймс       | Майами Хит                   | 2,3       | 7           |
| Блок-шоты | Тим Данкан Леброн Джеймс Крис Бош Дэнни Грин Тим Данкан | Сан-Антонио Спёрс Майами Хит Сан-Антонио Спёрс | 3                 | Крис Бош Дэнни Грин | Майами Хит Сан-Антонио Спёрс | 1,6       | 7           |

## Составы команд
| \| Поз. \| № \| Гражд. \| Имя \| Рост \| Вес \| Откуда \| \| ---- \| -- \| -------- \| ---------------- \| ------ \| ------ \| ----------------------------------- \| \| З \| 34 \| ! \| Аллен, Рэй \| 196 см \| 93 кг \| Коннектикут \| \| Ф/Ц \| 11 \| ! \| Андерсен, Крис \| 208 см \| 103 кг \| Блинн Колледж \| \| З/Ф \| 31 \| ! \| Баттье, Шейн \| 203 см \| 100 кг \| Дьюк \| \| Ф \| 1 \| ! \| Бош, Крис \| 212 см \| 104 кг \| Джорджия Тех \| \| Ф \| 6 \| ! \| Джеймс, Леброн \| 203 см \| 113 кг \| Шк. Святого Винцента и Святой Марии \| \| Ф \| 22 \| ! \| Джонс, Джеймс \| 203 см \| 100 кг \| Майами \| \| З \| 30 \| ! \| Коул, Норрис \| 188 см \| 77 кг \| Кливленд Стейт \| \| Ф \| 9 \| ! \| Льюис, Рашард \| 208 см \| 104 кг \| Школа Алиф Элсик \| \| З/Ф \| 13 \| ! \| Миллер, Майк \| 203 см \| 99 кг \| Флорида \| \| З \| 3 \| ! \| Уэйд, Дуэйн \| 193 см \| 100 кг \| Маркетт \| \| Ц \| 5 \| ! \| Ховард, Джуван \| 206 см \| 113 кг \| Мичиган \| \| ТФ \| 24 \| ! \| Варнадо, Джарвис \| 206 см \| 104 кг \| Миссисипи \| \| З \| 15 \| ! \| Чалмерс, Марио \| 185 см \| 86 кг \| Канзас \| \| Ф \| 40 \| ! \| Хаслем, Удонис \| 203 см \| 107 кг \| Флорида \| \| Ц \| 50 \| Канада ! \| Энтони, Джоел \| 206 см \| 111 кг \| УНЛВ \| | Главный тренер - Эрик Споелстра (Портленд) Ассистенты тренера - Боб Макаду (Северная Каролина) - Кит Аскинс (Алабама) - Билл Форан (Центральный Мичиган) - Рон Ротштейн (Род-Айленд) Состав • Переходы Последнее изменение: 2 марта 2013 года |          |                  |        |        |                                     |
| Поз. | № | Гражд.   | Имя              | Рост   | Вес    | Откуда                              |
| З | 34 | !        | Аллен, Рэй       | 196 см | 93 кг  | Коннектикут                         |
| Ф/Ц | 11 | !        | Андерсен, Крис   | 208 см | 103 кг | Блинн Колледж                       |
| З/Ф | 31 | !        | Баттье, Шейн     | 203 см | 100 кг | Дьюк                                |
| Ф | 1 | !        | Бош, Крис        | 212 см | 104 кг | Джорджия Тех                        |
| Ф | 6 | !        | Джеймс, Леброн   | 203 см | 113 кг | Шк. Святого Винцента и Святой Марии |
| Ф | 22 | !        | Джонс, Джеймс    | 203 см | 100 кг | Майами                              |
| З | 30 | !        | Коул, Норрис     | 188 см | 77 кг  | Кливленд Стейт                      |
| Ф | 9 | !        | Льюис, Рашард    | 208 см | 104 кг | Школа Алиф Элсик                    |
| З/Ф | 13 | !        | Миллер, Майк     | 203 см | 99 кг  | Флорида                             |
| З | 3 | !        | Уэйд, Дуэйн      | 193 см | 100 кг | Маркетт                             |
| Ц | 5 | !        | Ховард, Джуван   | 206 см | 113 кг | Мичиган                             |
| ТФ | 24 | !        | Варнадо, Джарвис | 206 см | 104 кг | Миссисипи                           |
| З | 15 | !        | Чалмерс, Марио   | 185 см | 86 кг  | Канзас                              |
| Ф | 40 | !        | Хаслем, Удонис   | 203 см | 107 кг | Флорида                             |
| Ц | 50 | Канада ! | Энтони, Джоел    | 206 см | 111 кг | УНЛВ                                |

| \| Поз. \| № \| Гражд. \| Имя \| Рост \| Вес \| Откуда \| \| ---- \| -- \| ----------- \| ------------------- \| ------ \| ------ \| ----------------- \| \| АЗ \| 1 \| ! \| Макгрэйди, Трэйси \| 203 см \| 101 кг \| Маунт-Зион \| \| З \| 11 \| ! \| Андерсон, Джеймс \| 198 см \| 98 кг \| Оклахома Стейт \| \| Ц \| 45 \| ! \| Блэр, Деджуан \| 201 см \| 122 кг \| Питтсбург \| \| Ф/Ц \| 15 \| ! \| Боннер, Мэтт \| 208 см \| 107 кг \| Флорида \| \| З/Ф \| 4 \| ! \| Грин, Дэнни \| 198 см \| 95 кг \| Северная Каролина \| \| Ф \| 21 \| ! \| Данкан, Тим \| 211 см \| 116 кг \| Уэйк-Форест \| \| З \| 25 \| Франция ! \| Де Коло, Нандо \| 196 см \| 91 кг \| Франция \| \| З \| 20 \| Аргентина ! \| Джинобили, Эмануэль \| 198 см \| 93 кг \| Аргентина \| \| З \| 5 \| Канада ! \| Джозеф, Кори \| 191 см \| 84 кг \| Техас \| \| ТФ \| 16 \| Австралия ! \| Арон Бэйнс \| 208 см \| 118 кг \| Австралия \| \| Ф/Ц \| 33 \| Франция ! \| Дьяо, Борис \| 203 см \| 107 кг \| Франция \| \| Ф \| 2 \| ! \| Леонард, Кавай \| 201 см \| 102 кг \| Сан-Диего Стейт \| \| З \| 8 \| Австралия ! \| Миллс, Патрик \| 183 см \| 84 кг \| Колледж Св.Марии \| \| З \| 14 \| ! \| Нил, Гэри \| 193 см \| 95 кг \| Тоусон \| \| З \| 9 \| Франция ! \| Паркер, Тони \| 188 см \| 84 кг \| Франция \| \| Ф \| 22 \| Бразилия ! \| Сплиттер, Тьяго \| 211 см \| 109 кг \| Бразилия \| | Главный тренер - Грегг Попович Ассистенты тренера - Майк Буденхольцер - Дон Ньюман - Бретт Браун - Чип Энгелланд - Чад Форсиер Состав • Переходы Последнее изменение: 16 мая 2013 года |             |                     |        |        |                   |
| Поз. | № | Гражд.      | Имя                 | Рост   | Вес    | Откуда            |
| АЗ | 1 | !           | Макгрэйди, Трэйси   | 203 см | 101 кг | Маунт-Зион        |
| З | 11 | !           | Андерсон, Джеймс    | 198 см | 98 кг  | Оклахома Стейт    |
| Ц | 45 | !           | Блэр, Деджуан       | 201 см | 122 кг | Питтсбург         |
| Ф/Ц | 15 | !           | Боннер, Мэтт        | 208 см | 107 кг | Флорида           |
| З/Ф | 4 | !           | Грин, Дэнни         | 198 см | 95 кг  | Северная Каролина |
| Ф | 21 | !           | Данкан, Тим         | 211 см | 116 кг | Уэйк-Форест       |
| З | 25 | Франция !   | Де Коло, Нандо      | 196 см | 91 кг  | Франция           |
| З | 20 | Аргентина ! | Джинобили, Эмануэль | 198 см | 93 кг  | Аргентина         |
| З | 5 | Канада !    | Джозеф, Кори        | 191 см | 84 кг  | Техас             |
| ТФ | 16 | Австралия ! | Арон Бэйнс          | 208 см | 118 кг | Австралия         |
| Ф/Ц | 33 | Франция !   | Дьяо, Борис         | 203 см | 107 кг | Франция           |
| Ф | 2 | !           | Леонард, Кавай      | 201 см | 102 кг | Сан-Диего Стейт   |
| З | 8 | Австралия ! | Миллс, Патрик       | 183 см | 84 кг  | Колледж Св.Марии  |
| З | 14 | !           | Нил, Гэри           | 193 см | 95 кг  | Тоусон            |
| З | 9 | Франция !   | Паркер, Тони        | 188 см | 84 кг  | Франция           |
| Ф | 22 | Бразилия !  | Сплиттер, Тьяго     | 211 см | 109 кг | Бразилия          |